# Місцеві вибори в Україні 2006
Нижче наведені результати виборів до обласних рад в Україні 2006 року. Також тут вказані результати виборів до Київської та Севастопольської міських рад, а також Верховної Ради Автономної Республіки Крим, які за своїм статусом аналогічні обласним радам.

Лідери по областях

## Результати по областях

### Автономна Республіка Крим
| Розподіл голосів   | Розподіл голосів   | Розподіл голосів | Розподіл голосів | Розподіл голосів |
| ------------------ | ------------------ | ---------------- | ---------------- | ---------------- |
|                    |                    |                  |                  |                  |
| За Януковича! (44) | За Януковича! (44) |                  | 32.55%           | 32.55%           |
| Союз (10)          | Союз (10)          |                  | 7.63%            | 7.63%            |
| Блок Куніцина (10) | Блок Куніцина (10) |                  | 7.56%            | 7.56%            |
| КПУ (9)            | КПУ (9)            |                  | 6.55%            | 6.55%            |
| Рух — Курултай (8) | Рух — Курултай (8) |                  | 6.26%            | 6.26%            |
| БЮТ (8)            | БЮТ (8)            |                  | 6.03%            | 6.03%            |
| Блок Вітренко (7)  | Блок Вітренко (7)  |                  | 4.97%            | 4.97%            |
| Блок «Не так!» (4) | Блок «Не так!» (4) |                  | 3.09%            | 3.09%            |

### Вінницька область
| Розподіл голосів    | Розподіл голосів    | Розподіл голосів | Розподіл голосів | Розподіл голосів |
| ------------------- | ------------------- | ---------------- | ---------------- | ---------------- |
|                     |                     |                  |                  |                  |
| БЮТ (44)            | БЮТ (44)            |                  | 29.63%           | 29.63%           |
| «Наша Україна» (23) | «Наша Україна» (23) |                  | 15.33%           | 15.33%           |
| СПУ (15)            | СПУ (15)            |                  | 9.99%            | 9.99%            |
| Партія регіонів (8) | Партія регіонів (8) |                  | 5.14%            | 5.14%            |
| Блок Литвина (6)    | Блок Литвина (6)    |                  | 4.63%            | 4.63%            |
| КПУ (4)             | КПУ (4)             |                  | 3.09%            | 3.09%            |

### Волинська область
| Розподіл голосів    | Розподіл голосів    | Розподіл голосів | Розподіл голосів | Розподіл голосів |
| ------------------- | ------------------- | ---------------- | ---------------- | ---------------- |
|                     |                     |                  |                  |                  |
| БЮТ (40)            | БЮТ (40)            |                  | 41.34%           | 41.34%           |
| «Наша Україна» (18) | «Наша Україна» (18) |                  | 18.85%           | 18.85%           |
| УНБ КіП (6)         | УНБ КіП (6)         |                  | 6.48%            | 6.48%            |
| «Рідна Волинь» (5)  | «Рідна Волинь» (5)  |                  | 4.58%            | 4.58%            |
| Блок Литвина (4)    | Блок Литвина (4)    |                  | 3.76%            | 3.76%            |
| ПР (4)              | ПР (4)              |                  | 3.64%            | 3.64%            |
| СПУ (3)             | СПУ (3)             |                  | 3.05%            | 3.05%            |

### Дніпропетровська область
| Розподіл голосів    | Розподіл голосів    | Розподіл голосів | Розподіл голосів | Розподіл голосів |
| ------------------- | ------------------- | ---------------- | ---------------- | ---------------- |
|                     |                     |                  |                  |                  |
| ПР (39)             | ПР (39)             |                  | 26.0%            | 26.0%            |
| БЮТ (18)            | БЮТ (18)            |                  | 12.5%            | 12.5%            |
| Блок Лазаренка (17) | Блок Лазаренка (17) |                  | 11.3%            | 11.3%            |
| НСНУ (9)            | НСНУ (9)            |                  | 6.0%             | 6.0%             |
| КПУ (7)             | КПУ (7)             |                  | 5.0%             | 5.0%             |
| Блок Вітренко (5)   | Блок Вітренко (5)   |                  | 3.8%             | 3.8%             |
| Блок Литвина (5)    | Блок Литвина (5)    |                  | 3.0%             | 3.0%             |

### Донецька область
| Розподіл голосів   | Розподіл голосів   | Розподіл голосів | Розподіл голосів | Розподіл голосів |
| ------------------ | ------------------ | ---------------- | ---------------- | ---------------- |
|                    |                    |                  |                  |                  |
| ПР (120)           | ПР (120)           |                  | 61.89%           | 61.89%           |
| Блок Вітренко (13) | Блок Вітренко (13) |                  | 6.90%            | 6.90%            |
| СПУ (10)           | СПУ (10)           |                  | 5.90%            | 5.90%            |
| КПУ (7)            | КПУ (7)            |                  | 3.45%            | 3.45%            |

### Житомирська область
| Розподіл голосів     | Розподіл голосів     | Розподіл голосів | Розподіл голосів | Розподіл голосів |
| -------------------- | -------------------- | ---------------- | ---------------- | ---------------- |
|                      |                      |                  |                  |                  |
| БЮТ (28)             | БЮТ (28)             |                  | 20.2%            | 20.2%            |
| «Наша Україна» (23)  | «Наша Україна» (23)  |                  | 16.5%            | 16.5%            |
| Партія регіонів (16) | Партія регіонів (16) |                  | 11.1%            | 11.1%            |
| Блок Литвина (14)    | Блок Литвина (14)    |                  | 9.6%             | 9.6%             |
| СПУ (9)              | СПУ (9)              |                  | 6.4%             | 6.4%             |
| КПУ (5)              | КПУ (5)              |                  | 3.6%             | 3.6%             |

### Закарпатська область
| Розподіл голосів     | Розподіл голосів     | Розподіл голосів | Розподіл голосів | Розподіл голосів |
| -------------------- | -------------------- | ---------------- | ---------------- | ---------------- |
|                      |                      |                  |                  |                  |
| «Наша Україна» (30)  | «Наша Україна» (30)  |                  | 23.00%           | 23.00%           |
| БЮТ (25)             | БЮТ (25)             |                  | 19.2%            | 19.2%            |
| Партія регіонів (15) | Партія регіонів (15) |                  | 11.5%            | 11.5%            |
| Блок Литвина (7)     | Блок Литвина (7)     |                  | 5.2%             | 5.2%             |
| КМКС (5)             | КМКС (5)             |                  | 3.3%             | 3.3%             |
| СПУ (4)              | СПУ (4)              |                  | 3.1%             | 3.1%             |
| ДПУУ (4)             | ДПУУ (4)             |                  | 3.1%             | 3.1%             |

### Запорізька область
| Розподіл голосів   | Розподіл голосів   | Розподіл голосів | Розподіл голосів | Розподіл голосів |
| ------------------ | ------------------ | ---------------- | ---------------- | ---------------- |
|                    |                    |                  |                  |                  |
| ПР (60)            | ПР (60)            |                  | 34.96%           | 34.96%           |
| БЮТ (14)           | БЮТ (14)           |                  | 8.44%            | 8.44%            |
| Блок Вітренко (13) | Блок Вітренко (13) |                  | 7.55%            | 7.55%            |
| НСНУ (8)           | НСНУ (8)           |                  | 4.81%            | 4.81%            |
| КПУ (7)            | КПУ (7)            |                  | 4.27%            | 4.27%            |
| Блок «Не так!» (7) | Блок «Не так!» (7) |                  | 3.82%            | 3.82%            |
| Блок Литвина (6)   | Блок Литвина (6)   |                  | 3.33%            | 3.33%            |
| Віче (5)           | Віче (5)           |                  | 3.03%            | 3.03%            |

### Івано-Франківська область
| Розподіл голосів         | Розподіл голосів         | Розподіл голосів | Розподіл голосів | Розподіл голосів |
| ------------------------ | ------------------------ | ---------------- | ---------------- | ---------------- |
|                          |                          |                  |                  |                  |
| «Наша Україна» (62)      | «Наша Україна» (62)      |                  | 40.6%            | 40.6%            |
| БЮТ (37)                 | БЮТ (37)                 |                  | 24.44%           | 24.44%           |
| УНБ КіП (9)              | УНБ КіП (9)              |                  | 6.0%             | 6.0%             |
| «Національний вибір» (7) | «Національний вибір» (7) |                  | 4.71%            | 4.71%            |
| «Відродження» (5)        | «Відродження» (5)        |                  | 3.01%            | 3.01%            |

### Київська область
| Розподіл голосів     | Розподіл голосів     | Розподіл голосів | Розподіл голосів | Розподіл голосів |
| -------------------- | -------------------- | ---------------- | ---------------- | ---------------- |
|                      |                      |                  |                  |                  |
| БЮТ (66)             | БЮТ (66)             |                  | 37.37%           | 37.37%           |
| «Наша Україна» (16)  | «Наша Україна» (16)  |                  | 8.79%            | 8.79%            |
| СПУ (14)             | СПУ (14)             |                  | 7.66%            | 7.66%            |
| Партія регіонів (11) | Партія регіонів (11) |                  | 6.11%            | 6.11%            |
| Блок Литвина (7)     | Блок Литвина (7)     |                  | 3.90%            | 3.90%            |
| УНБ КіП (6)          | УНБ КіП (6)          |                  | 3.59%            | 3.59%            |

### Кіровоградська область
| Розподіл голосів     | Розподіл голосів     | Розподіл голосів | Розподіл голосів | Розподіл голосів |
| -------------------- | -------------------- | ---------------- | ---------------- | ---------------- |
|                      |                      |                  |                  |                  |
| БЮТ (44)             | БЮТ (44)             |                  | 31.08%           | 31.08%           |
| Партія регіонів (18) | Партія регіонів (18) |                  | 12.77%           | 12.77%           |
| «Наша Україна» (12)  | «Наша Україна» (12)  |                  | 8.26%            | 8.26%            |
| Блок Литвина (10)    | Блок Литвина (10)    |                  | 7.36%            | 7.36%            |
| СПУ (9)              | СПУ (9)              |                  | 6.8%             | 6.8%             |
| КПУ (7)              | КПУ (7)              |                  | 4.26%            | 4.26%            |

### Луганська область
| Розподіл голосів  | Розподіл голосів  | Розподіл голосів | Розподіл голосів | Розподіл голосів |
| ----------------- | ----------------- | ---------------- | ---------------- | ---------------- |
|                   |                   |                  |                  |                  |
| ПР (100)          | ПР (100)          |                  | 69.85%           | 69.85%           |
| Блок Вітренко (8) | Блок Вітренко (8) |                  | 5.69%            | 5.69%            |
| КПУ (7)           | КПУ (7)           |                  | 4.83%            | 4.83%            |
| БЮТ (5)           | БЮТ (5)           |                  | 3.32%            | 3.32%            |

### Львівська область
| Розподіл голосів    | Розподіл голосів    | Розподіл голосів | Розподіл голосів | Розподіл голосів |
| ------------------- | ------------------- | ---------------- | ---------------- | ---------------- |
|                     |                     |                  |                  |                  |
| «Наша Україна» (45) | «Наша Україна» (45) |                  | 26.62%           | 26.62%           |
| БЮТ (41)            | БЮТ (41)            |                  | 24.43%           | 24.43%           |
| УНБ КіП (10)        | УНБ КіП (10)        |                  | 5.87%            | 5.87%            |
| ВО «Свобода» (10)   | ВО «Свобода» (10)   |                  | 5.62%            | 5.62%            |
| Пора (9)            | Пора (9)            |                  | 5.04%            | 5.04%            |
| ПППУ (5)            | ПППУ (5)            |                  | 3.2%             | 3.2%             |

### Миколаївська область
| Розподіл голосів   | Розподіл голосів   | Розподіл голосів | Розподіл голосів | Розподіл голосів |
| ------------------ | ------------------ | ---------------- | ---------------- | ---------------- |
|                    |                    |                  |                  |                  |
| ПР (53)            | ПР (53)            |                  | 31.56%           | 31.56%           |
| БЮТ (18)           | БЮТ (18)           |                  | 10.53%           | 10.53%           |
| Блок Вітренко (14) | Блок Вітренко (14) |                  | 8.25%            | 8.25%            |
| Блок Литвина (11)  | Блок Литвина (11)  |                  | 6.36%            | 6.36%            |
| КПУ (7)            | КПУ (7)            |                  | 4.44%            | 4.44%            |
| «Наша Україна» (6) | «Наша Україна» (6) |                  | 3.54%            | 3.54%            |
| СПУ (6)            | СПУ (6)            |                  | 3.50%            | 3.50%            |
| Партія зелених (5) | Партія зелених (5) |                  | 3.27%            | 3.27%            |

### Одеська область
| Розподіл голосів       | Розподіл голосів       | Розподіл голосів | Розподіл голосів | Розподіл голосів |
| ---------------------- | ---------------------- | ---------------- | ---------------- | ---------------- |
|                        |                        |                  |                  |                  |
| ПР (49)                | ПР (49)                |                  | 24.79%           | 24.79%           |
| СПУ (19)               | СПУ (19)               |                  | 11.73%           | 11.73%           |
| БЮТ (14)               | БЮТ (14)               |                  | 8.78%            | 8.78%            |
| Блок Вітренко (10)     | Блок Вітренко (10)     |                  | 8.67%            | 8.67%            |
| Блок Литвина (11)      | Блок Литвина (11)      |                  | 5.04%            | 5.04%            |
| «Наша Україна» (9)     | «Наша Україна» (9)     |                  | 4.37%            | 4.37%            |
| Партія пенсіонерів (4) | Партія пенсіонерів (4) |                  | 3.80%            | 3.80%            |
| Відродження (3)        | Відродження (3)        |                  | 3.20%            | 3.20%            |

### Полтавська область
| Розподіл голосів     | Розподіл голосів     | Розподіл голосів | Розподіл голосів | Розподіл голосів |
| -------------------- | -------------------- | ---------------- | ---------------- | ---------------- |
|                      |                      |                  |                  |                  |
| БЮТ (29)             | БЮТ (29)             |                  | 24.10%           | 24.10%           |
| Партія регіонів (20) | Партія регіонів (20) |                  | 14.79%           | 14.79%           |
| «Наша Україна» (15)  | «Наша Україна» (15)  |                  | 10.9%            | 10.9%            |
| СПУ (15)             | СПУ (15)             |                  | 10.6%            | 10.6%            |
| КПУ (7)              | КПУ (7)              |                  | 5.0%             | 5.0%             |
| Блок Литвина (4)     | Блок Литвина (4)     |                  | 3.2%             | 3.2%             |

### Рівненська область
| Розподіл голосів    | Розподіл голосів    | Розподіл голосів | Розподіл голосів | Розподіл голосів |
| ------------------- | ------------------- | ---------------- | ---------------- | ---------------- |
|                     |                     |                  |                  |                  |
| БЮТ (28)            | БЮТ (28)            |                  | 26.89%           | 26.89%           |
| «Наша Україна» (23) | «Наша Україна» (23) |                  | 22.24%           | 22.24%           |
| УНБ КіП (11)        | УНБ КіП (11)        |                  | 10.36%           | 10.36%           |
| Блок Литвина (6)    | Блок Литвина (6)    |                  | 6.2%             | 6.2%             |
| СПУ (5)             | СПУ (5)             |                  | 5.13%            | 5.13%            |
| Партія регіонів (4) | Партія регіонів (4) |                  | 3.77%            | 3.77%            |
| «Відродження» (3)   | «Відродження» (3)   |                  | 3.13%            | 3.13%            |

### Сумська область
| Розподіл голосів    | Розподіл голосів    | Розподіл голосів | Розподіл голосів | Розподіл голосів |
| ------------------- | ------------------- | ---------------- | ---------------- | ---------------- |
|                     |                     |                  |                  |                  |
| БЮТ (42)            | БЮТ (42)            |                  | 29.09%           | 29.09%           |
| «Наша Україна» (16) | «Наша Україна» (16) |                  | 11.59%           | 11.59%           |
| СПУ (11)            | СПУ (11)            |                  | 7.54%            | 7.54%            |
| Партія регіонів (9) | Партія регіонів (9) |                  | 5.73%            | 5.73%            |
| КПУ (7)             | КПУ (7)             |                  | 5.14%            | 5.14%            |
| Блок Вітренко (5)   | Блок Вітренко (5)   |                  | 3.50%            | 3.50%            |

### Тернопільська область
| Розподіл голосів    | Розподіл голосів    | Розподіл голосів | Розподіл голосів | Розподіл голосів |
| ------------------- | ------------------- | ---------------- | ---------------- | ---------------- |
|                     |                     |                  |                  |                  |
| БЮТ (54)            | БЮТ (54)            |                  | 34.49%           | 34.49%           |
| «Наша Україна» (48) | «Наша Україна» (48) |                  | 31.27%           | 31.27%           |
| УНБ КіП (13)        | УНБ КіП (13)        |                  | 8.65%            | 8.65%            |
| СПУ (5)             | СПУ (5)             |                  | 3.3%             | 3.3%             |

### Харківська область
| Розподіл голосів     | Розподіл голосів     | Розподіл голосів | Розподіл голосів | Розподіл голосів |
| -------------------- | -------------------- | ---------------- | ---------------- | ---------------- |
|                      |                      |                  |                  |                  |
| Партія регіонів (83) | Партія регіонів (83) |                  | 38.85%           | 38.85%           |
| БЮТ (21)             | БЮТ (21)             |                  | 9.78%            | 9.78%            |
| «Наша Україна» (12)  | «Наша Україна» (12)  |                  | 5.45%            | 5.45%            |
| КПУ (10)             | КПУ (10)             |                  | 4.82%            | 4.82%            |
| Блок Вітренко (10)   | Блок Вітренко (10)   |                  | 4.40%            | 4.40%            |
| Віче (7)             | Віче (7)             |                  | 3.46%            | 3.46%            |
| «Відродження» (7)    | «Відродження» (7)    |                  | 3.2%             | 3.2%             |

### Херсонська область
| Розподіл голосів     | Розподіл голосів     | Розподіл голосів | Розподіл голосів | Розподіл голосів |
| -------------------- | -------------------- | ---------------- | ---------------- | ---------------- |
|                      |                      |                  |                  |                  |
| Партія регіонів (30) | Партія регіонів (30) |                  | 22.77%           | 22.77%           |
| БЮТ (19)             | БЮТ (19)             |                  | 14.75%           | 14.75%           |
| «Наша Україна» (9)   | «Наша Україна» (9)   |                  | 7.26%            | 7.26%            |
| КПУ (7)              | КПУ (7)              |                  | 5.01%            | 5.01%            |
| Блок Литвина (6)     | Блок Литвина (6)     |                  | 4.32%            | 4.32%            |
| Блок Вітренко (5)    | Блок Вітренко (5)    |                  | 4.00%            | 4.00%            |
| СПУ (5)              | СПУ (5)              |                  | 3.97%            | 3.97%            |
| КПРС (4)             | КПРС (4)             |                  | 3.28%            | 3.28%            |

### Хмельницька область
| Розподіл голосів    | Розподіл голосів    | Розподіл голосів | Розподіл голосів | Розподіл голосів |
| ------------------- | ------------------- | ---------------- | ---------------- | ---------------- |
|                     |                     |                  |                  |                  |
| БЮТ (35)            | БЮТ (35)            |                  | 29.7%            | 29.7%            |
| «Наша Україна» (24) | «Наша Україна» (24) |                  | 20.1%            | 20.1%            |
| Блок Литвина (10)   | Блок Литвина (10)   |                  | 7.9%             | 7.9%             |
| Партія регіонів (8) | Партія регіонів (8) |                  | 6.9%             | 6.9%             |
| СПУ (8)             | СПУ (8)             |                  | 6.6%             | 6.6%             |
| УНБ КіП (5)         | УНБ КіП (5)         |                  | 4.5%             | 4.5%             |

### Черкаська область
| Розподіл голосів    | Розподіл голосів    | Розподіл голосів | Розподіл голосів | Розподіл голосів |
| ------------------- | ------------------- | ---------------- | ---------------- | ---------------- |
|                     |                     |                  |                  |                  |
| БЮТ (35)            | БЮТ (35)            |                  | 30.35%           | 30.35%           |
| «Наша Україна» (13) | «Наша Україна» (13) |                  | 10.84%           | 10.84%           |
| СПУ (13)            | СПУ (13)            |                  | 10.84%           | 10.84%           |
| Партія регіонів (7) | Партія регіонів (7) |                  | 6.07%            | 6.07%            |
| Блок Литвина (6)    | Блок Литвина (6)    |                  | 5.39%            | 5.39%            |
| КПУ (4)             | КПУ (4)             |                  | 3.44%            | 3.44%            |

### Чернівецька область
| Розподіл голосів     | Розподіл голосів     | Розподіл голосів | Розподіл голосів | Розподіл голосів |
| -------------------- | -------------------- | ---------------- | ---------------- | ---------------- |
|                      |                      |                  |                  |                  |
| БЮТ (38)             | БЮТ (38)             |                  | 22.21%           | 22.21%           |
| «Наша Україна» (32)  | «Наша Україна» (32)  |                  | 18.75%           | 18.75%           |
| Партія регіонів (14) | Партія регіонів (14) |                  | 8.03%            | 8.03%            |
| Блок Литвина (7)     | Блок Литвина (7)     |                  | 4.18%            | 4.18%            |
| СПУ (7)              | СПУ (7)              |                  | 4.17%            | 4.17%            |
| Пора (6)             | Пора (6)             |                  | 3.32%            | 3.32%            |

### Чернігівська область
| Розподіл голосів     | Розподіл голосів     | Розподіл голосів | Розподіл голосів | Розподіл голосів |
| -------------------- | -------------------- | ---------------- | ---------------- | ---------------- |
|                      |                      |                  |                  |                  |
| БЮТ (35)             | БЮТ (35)             |                  | 25.71%           | 25.71%           |
| СПУ (17)             | СПУ (17)             |                  | 12.51%           | 12.51%           |
| Партія регіонів (16) | Партія регіонів (16) |                  | 11.34%           | 11.34%           |
| «Наша Україна» (12)  | «Наша Україна» (12)  |                  | 8.71%            | 8.71%            |
| КПУ (7)              | КПУ (7)              |                  | 4.95%            | 4.95%            |
| Блок Литвина (4)     | Блок Литвина (4)     |                  | 3.47%            | 3.47%            |

### Київ
| Розподіл голосів        | Розподіл голосів        | Розподіл голосів | Розподіл голосів | Розподіл голосів |
| ----------------------- | ----------------------- | ---------------- | ---------------- | ---------------- |
|                         |                         |                  |                  |                  |
| БЮТ (41)                | БЮТ (41)                |                  | 24.64%           | 24.64%           |
| Блок Черновецького (21) | Блок Черновецького (21) |                  | 12.93%           | 12.93%           |
| «Наша Україна» (15)     | «Наша Україна» (15)     |                  | 8.85%            | 8.85%            |
| Пора — ПРП (14)         | Пора — ПРП (14)         |                  | 8.51%            | 8.51%            |
| Партія регіонів (9)     | Партія регіонів (9)     |                  | 5.76%            | 5.76%            |
| ГАК (7)                 | ГАК (7)                 |                  | 4.01%            | 4.01%            |
| СПУ (7)                 | СПУ (7)                 |                  | 3.95%            | 3.95%            |
| Блок Литвина (6)        | Блок Литвина (6)        |                  | 3.63%            | 3.63%            |

### Севастополь
| Розподіл голосів         | Розподіл голосів         | Розподіл голосів | Розподіл голосів | Розподіл голосів |
| ------------------------ | ------------------------ | ---------------- | ---------------- | ---------------- |
|                          |                          |                  |                  |                  |
| ПР (45)                  | ПР (45)                  |                  | 43.69%           | 43.69%           |
| Блок Вітренко (9)        | Блок Вітренко (9)        |                  | 8.24%            | 8.24%            |
| Блок Іванова (7)         | Блок Іванова (7)         |                  | 6.44%            | 6.44%            |
| «Руський блок» (5)       | «Руський блок» (5)       |                  | 5.21%            | 5.21%            |
| КПУ (5)                  | КПУ (5)                  |                  | 4.77%            | 4.77%            |
| Блок Кондратівського (5) | Блок Кондратівського (5) |                  | 3.88%            | 3.88%            |